# Carlo Biffi

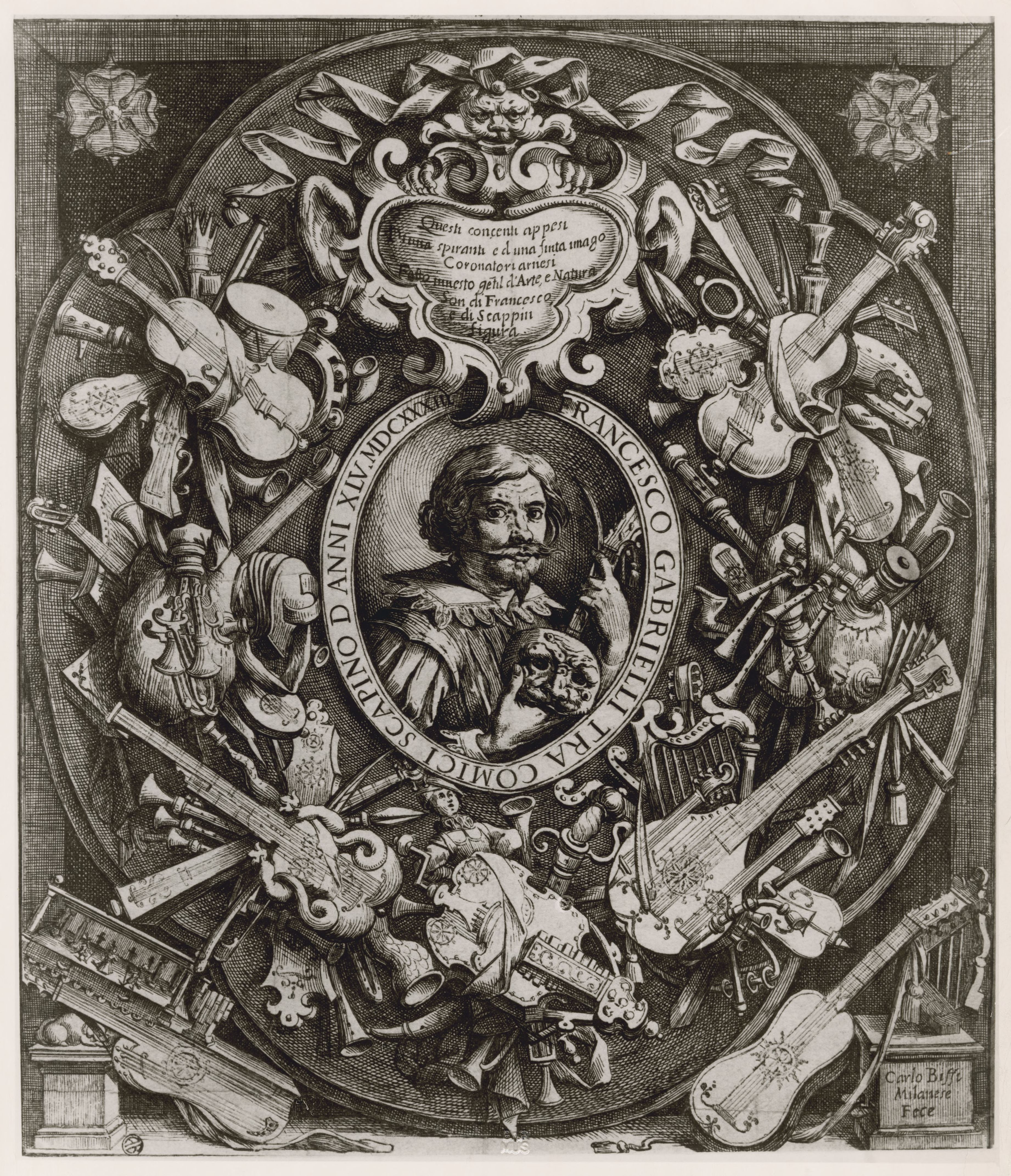
Retrato de Francesco Gabrielli, Bibliothèque nationale de France. El actor Francesco Gabrielli, Scapino, aparece rodeado por los instrumentos musicales que sabía tocar.

Carlo Biffi (1605-1675) fue un escultor barroco italiano. Nacido en Milán, fue hijo y discípulo de Gian Andrea Biffi, que asistió como maestro en junio de 1621 a la fundación de la Academia Ambrosiana de dibujo promovida por Federico Borromeo, de la que Carlo fue alumno desde su creación. En 1622, asistiendo a las clases de nivel intermedio, fue premiado con un ejemplar de L'idea del tempio della pittura de Giovanni Paolo Lomazzo y algunos útiles de dibujo.
Entre sus obras se encuentran algunas de las esculturas de las puertas y contrafuertes del Duomo de Milán, en colaboración con Gaspare Vismara y Pietro Lasagni, que trabajaron según dibujos proporcionados por Giovanni Battista Crespi. Grabador también, de su trabajo en este campo únicamente se conocen dos aguafuertes: el retrato del actor Francesco Gabrielli, llamado Scapino, y cuatro expresivas cabezas masculinas de diferentes edades estampadas en hoja de papel tintado de azul.